# El Ebro
El Ebro fue un semanario fundado por Demetrio Duque y Merino en Reinosa en 1884. El periódico se publicó entre 1884 y 1890 en su primera época, entre 1913 y 1918 en su segunda época, y entre 1930 y posiblemente el estallido de la Guerra Civil en su tercera y última época, siendo el primero de su clase publicado en la ciudad.
El Ebro se imprimió tanto en su primera época como en la segunda en la imprenta de Arselí Irún de la capital campurriana, mientras que en la tercera etapa se imprimió en la de Antonio Andrey y Cía. (heredera de la anterior) y en la de El Lápiz de Oro.
En su primera época se publicaron 333 números, entre el 4 de mayo de 1884 y el 28 de septiembre de 1890, mientras que en su segunda época salieron 240 números, siendo sus refundadores Miguel Ruiz Duque, Emilio Fernández Argüeso y Santiago Arenal Martínez; en la tercera época el semanario se publicó con el subtítulo Semanario Republicano entre el 9 de agosto de 1930 y posiblemente el comienzo de la guerra, siendo Manuel Llano Rabanal quien recuperó el periódico.